# Harry Potter og Dødsregalierne - del 2
| Portal | Portal:Harry Potter |

Harry Potter og Dødsregalierne - del 2 er en film fra 2011, som er instrueret af David Yates. Det er den anden del af filmatiseringen af J.K. Rowlings roman fra 2007 af samme navn og den ottende og sidste film i Harry Potter filmserien. Filmen er skrevet af Steven Kloves. Filmen havde premiere 13. juli 2011 og var den første af filmene, der blev vist i 3D.

## Handling
Nissen Griphook er gået med til at bryde ind i Gringotts i Lestrange-boksen for at finde Hufflepuffs Pokal, hvorefter han forråder Harry, Ron og Hermione til de andre nisser. Da dette sker, slipper trioen dragen, som vogter boksen, løs og flyver derefter ud til en lille sø. På familien Malfoys herregård får Voldemort at vide, at en af hans horcruxer er stjålet. Da dette sker, bliver han så rasende, at han dræber Griphook og 10 dødsgardister og torturerer Malfoy og hans familie. 
I mellemtiden er Harry, Ron og Hermione taget til Hogwarts for at finde Rowena Ravenclaws forsvundne diadem. Men dødsgardisterne har overtaget Hogwarts; Severus Snape er rektor og Alecto og Amycus Carrow er lærere og ledere på skolen. Da Harry står overfor Snape i Storsalen, fortæller Snape sandheden og en duel mellem ham og McGonagall bliver udkæmpet. Denne ender med, at Snape flygter. Harry advarer derefter mod, at Voldemort er på vej, og en kampplan bliver udtænkt. Voldemort gør klar til angreb, og Slaget på Hogwarts begynder. Harry og hans venner får ødelagt to horcruxer, men da Fred Weasley (Rons bror) bliver slået ihjel, beslutter de at kæmpe. Slaget på Hogwarts bliver udkæmpet; Tonks, Lupus, Nigel Wespurt og Lavender Brown dør. På den onde side dør Gregory Goyle (i stedet for Crabbe), Snape bliver dræbt af Voldemorts slange, Nagini, og Snapperne, deriblandt Scabior dør også. I pausen får Harry sandheden at vide, da han ser nogle af Snapes minder. Han går ud i skoven og overgiver sig. Voldemort slår ham ihjel med det samme. Bagefter vågner Harry op i ren udgave af King's Cross Station og møder Dumbledore, der fortæller ham det hele om Oldstaven. Bagefter lader Harry som om, at han er død, og Voldemort og Dødsgardisterne går mod slottet. Her bryder kaos ud; Neville gør det af med Nagini, Dødsgardisterne bliver slået tilbage og Voldemort og Harry står overfor hinanden for sidste gang nogensinde. Kampen ender med, at Voldemort bliver dræbt. Freden vender tilbage, og krigen slutter.

## Medvirkende
| Skuespiller          | Rolle                    | Bemærkninger |
| -------------------- | ------------------------ | ------------ |
| Daniel Radcliffe     | Harry Potter             |              |
| Rupert Grint         | Ron Weasley              |              |
| Emma Watson          | Hermione Granger         |              |
| Helena Bonham Carter | Bellatrix Lestrange      |              |
| Robbie Coltrane      | Rubeus Hagrid            |              |
| Warwick Davis        | Griphook/Filius Flitwick |              |
| Tom Felton           | Draco Malfoy             |              |
| Ralph Fiennes        | Lord Voldemort           |              |
| Michael Gambon       | Albus Dumbledore         |              |
| John Hurt            | Garrick Ollivander       |              |
| Jason Isaacs         | Lucius Malfoy            |              |
| Kelly Macdonald      | Helena Ravenclaw         |              |
| Gary Oldman          | Sirius Black             |              |
| Alan Rickman         | Severus Snape            |              |
| Maggie Smith         | Minerva McGonagall       |              |
| David Thewlis        | Remus Lupin              |              |
| Julie Walters        | Molly Weasley            |              |
| Bonnie Wright        | Ginny Weasley            |              |
| Ciarán Hinds         | Aberforth Dumbledore     |              |